# Richard Butterwick-Pawlikowski
Richard John Butterwick-Pawlikowski (ur. 13 marca 1968) – brytyjski historyk, badacz dziejów Polski i Litwy w XVIII stuleciu.

## Życiorys
Urodził się w Wielkiej Brytanii w 1968 roku. Tytuł bakałarza uzyskał na Uniwersytecie w Cambridge w 1989 roku (magister w 1993). Odbył staż w Instytucie Historii Uniwersytetu Łódzkiego w latach 1993–1994. W 1994 roku na Uniwersytecie Oksfordzkim uzyskał doktorat na podstawie pracy dotyczącej panowania króla Stanisława Augusta Poniatowskiego. W następnych latach wykładał w Belfaście i Londynie, m.in. historię Polski i Litwy w School of Slavonic and East European Studies w University College w Londynie. Od 2014 był kierownikiem Katedry Cywilizacji Europejskiej w Kolegium Europejskim w Natolinie. Habilitował się w Instytucie Historii PAN w 2016 roku. Był członkiem rady Muzeum Historii Polski, a od 2022 pracuje w tej instytucji na stanowisku głównego historyka. W 2024 nadano mu tytuł profesora zwyczajnego w dyscyplinie historia.

## Odznaczenia
- Brązowy Medal „Zasłużony Kulturze Gloria Artis” (2016)[7]

## Publikacje
W języku polskim opublikowane zostały:
- Stanisław August a kultura angielska, Warszawa 2000 (tłum. Marek Ugniewski)
- Rozkwit i upadek Rzeczypospolitej, Warszawa 2010 (tłum. Daria Kuczyńska-Szymala)
- Polska rewolucja a Kościół katolicki 1788–1792, Kraków 2012, 2019² (tłum. Marek Ugniewski)
- Konstytucja 3 Maja. Testament Rzeczypospolitej Obojga Narodów, Warszawa 2021 (tłum. Tomasz Gromelski)
- Światło i płomień. Odrodzenie i zniszczenie Rzeczypospolitej (1733–1795), Wydawnictwo Literackie 2022